# Berthierit
Berthierit (Haidinger, 1821), chemický vzorec FeSb2S4, je kosočtverečný minerál. Poprvé byl popsán nedaleko Chazelles ve Francouzském středohoří. Je pojmenován po francouzském geologovi Pierru Berthierovi (1782-1861).

## Původ
Berthierit vzniká výhradně na hydrotermálních žilách. Doprovází ho nejčastěji antimonit, křemen a arsenopyrit, dále pak tetraedrit, baryt či pyrit.

## Morfologie

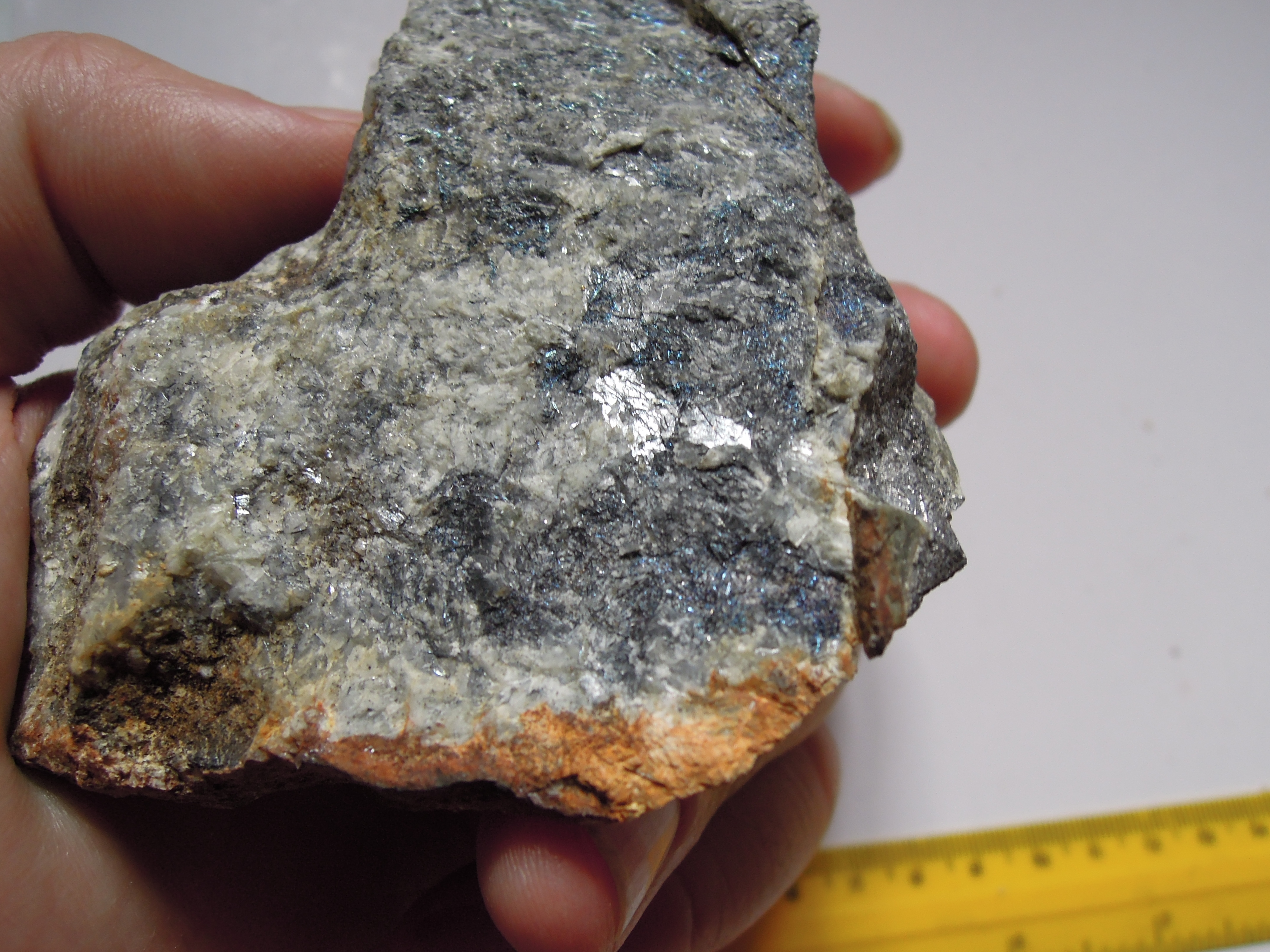
Vzorek berthieritu, Vlastějovice

Berthierit se vyskytuje převážně v podobě jehličkovitých, vláknitých, plstnatých až zrnitých agregátů, vzácněji tvoří i samostatné sloupcovité krystaly, dosahující délky až 15 cm.

## Vlastnosti
Nejčastěji je berthierit ocelově šedý, na vzduchu nabíhá do hněda, žluta až fialova. Je opakní, má kovový lesk. Je křehký, dobře štěpný ve směru prodloužení, má nepravidelný, tříštivý lom a hnědošedý vryp. Rozpouští se v kyselině dusičné a taje před dmuchavkou.

## Využití
Berthierit je vedlejší rudou antimonu, jenž se využívá k legování ocelí, na výrobu liteřiny, akumulátorů, polovodičů, pyrotechniky či například smaltovaného skla a keramiky.

## Podobné minerály
Mezi minerály podobné berthieritu patří:
- antimonit (Sb2S3)
- jamesonit (Pb4FeSb6S14)

Dále je součástí skupiny chemicky podobných minerálů, do níž patří:
- berthierit (FeSb2S4)
- klerit (MnSb2S4)
- garavellit (FeSbBiS4)[2][4]

## Naleziště

### Svět
- Chazelles, Pontgibaud, Francie
- Bräunsdorf, Německo
- důl Herja a Baia Sprie, Maramureš, Rumunsko
- důl San Martin, Zacatecas, Mexiko
- Oruro, Bolívie

### Česko
- Příbram
- Krásná Hora nad Vltavou
- Vlastějovice
- Kutná Hora[3][6]